# Водосливной канал (Сестрорецк)
Водосливно́й кана́л (также: Южный Водосливной канал, старая форма — Водосли́вный кана́л, встречалось также название — Водоотводный канал, народное название — Шипучка) — канал в Сестрорецке, связывающий озеро Сестрорецкий Разлив с Финским заливом, окончательно сформировался в 1864 году, когда была пущена в эксплуатацию плотина Гаусмана. Канал прошёл частично по историческому руслу ручья Гагарка. Назначение — сброс лишней воды в периоды паводка из водохранилища Сестрорецкий Разлив, который является питающим водоёмом и истоком канала.

## Физиография
Водосливной канал — самый крупный вытекающий из водохранилища. Длина канала от плотины до устья — 2 км, средний расход воды — 8 м³/с. В течение года наблюдаются два паводка: весенний снеговой и осенний дождевой. Зимой и летом наблюдаются меженные режимы, когда канал пересыхает на расстоянии 500 м от плотины до Литейного моста. Ширина канала от 50 м у плотины до 100 м в устье. Дно канала гравелистое, глинистое, в устье наносные пески над мореной. Природная глубина от 0 до 2 м. От рыболовецкой базы пройден фарватер глубиной до 6 м и шириной 30 м. Канал зимой замерзает с толщиной льда до 50 см, но с началом сброса весеннего паводка в марте толщина льда резко сокращается и лёд становится опасным для пешеходов.

## История
До 1864 года это было русло ручья Гагарка, название произошло от птиц гагар, останавливающихся на пролёте. Аналогичное название имеют исторический район посёлка Разлив — Гагарка и две улицы Гагаринская и Малая Гагаринская. Русло ручья, а в дальнейшем Водосливного канала были границей между поселением Сестрорецк и посёлком Разлив. Во время Великой Отечественной войны это была граница тыла передовой линии фронта, за которую было выселено всё гражданское население города Сестрорецка.
В XXI веке водосливной канал стал внутренним водоёмом муниципального образования город Сестрорецк, в состав которого вошли посёлки Курорт, Разлив, Тарховка, Александровская и Горская.

## Экономика
Берега канала освоены городом Сестрорецком. На набережных: Строителей, Перепада, Литейной — в основном, находятся жилые кварталы. Есть несколько  предприятий — (на левом берегу) рыболовецкая база ООО «Сестра», лодочный кооператив и (напротив, на правом берегу) учреждение культуры Парк Сестрорецкие «Дубки».
Водоток разделяет Сестрорецк на две примерно равные части. По дну проложены городские коммуникации: канализация, водопровод, газ, электрические кабели, телефон и др. Об этом предупреждают установленные на берегах знаки «якоря не бросать!».

### Судоходство
С момента заселения сестрорецких земель при Петре I на берегу ручья Гагарка в парке «Дубки» была построена гавань и пристань, которая принимала и отправляла в течение 200 лет все грузы Сестрорецкого оружейного завода. В советское время в Парке была пристань обслуживающая теплоходы курсировавшие по маршруту Ленинград — Сестрорецк — Зеленогорск (Санкт-Петербург) — Кронштадт — Петродворец — Ленинград. Для судоходства были проложены фарватеры, установлены маяки и буи, так как Финский залив в этих местах непригоден для судоходства. С 80-х годов XX века в связи со строительством КЗС судоходство прекратилось. Пристань использовалась кораблями управления гидромеханизации до 90-х годов. В XXI веке судоходство нерентабельно.

## Экология
Экология водосливного канала связана с экологией Сестрорецкого Разлива, которая признана неблагополучной по заражению сине-зелёными водорослями особо токсичной разновидности.

### Рыбы
Водоём рыбопромысловый. Экзотической особенностью выглядит ежегодный лов корюшки, когда с конца апреля до конца мая (до закрытия плотины) мужчины стоят по пояс в воде с «пауками» и черпают корюшку. Иначе она прыгала бы на плотину. После закрытия плотины под камнями любители собирают миногу. Лещи, подлещики и прочая мелочь вылавливается удочками, как корм для кошек.

## Галерея

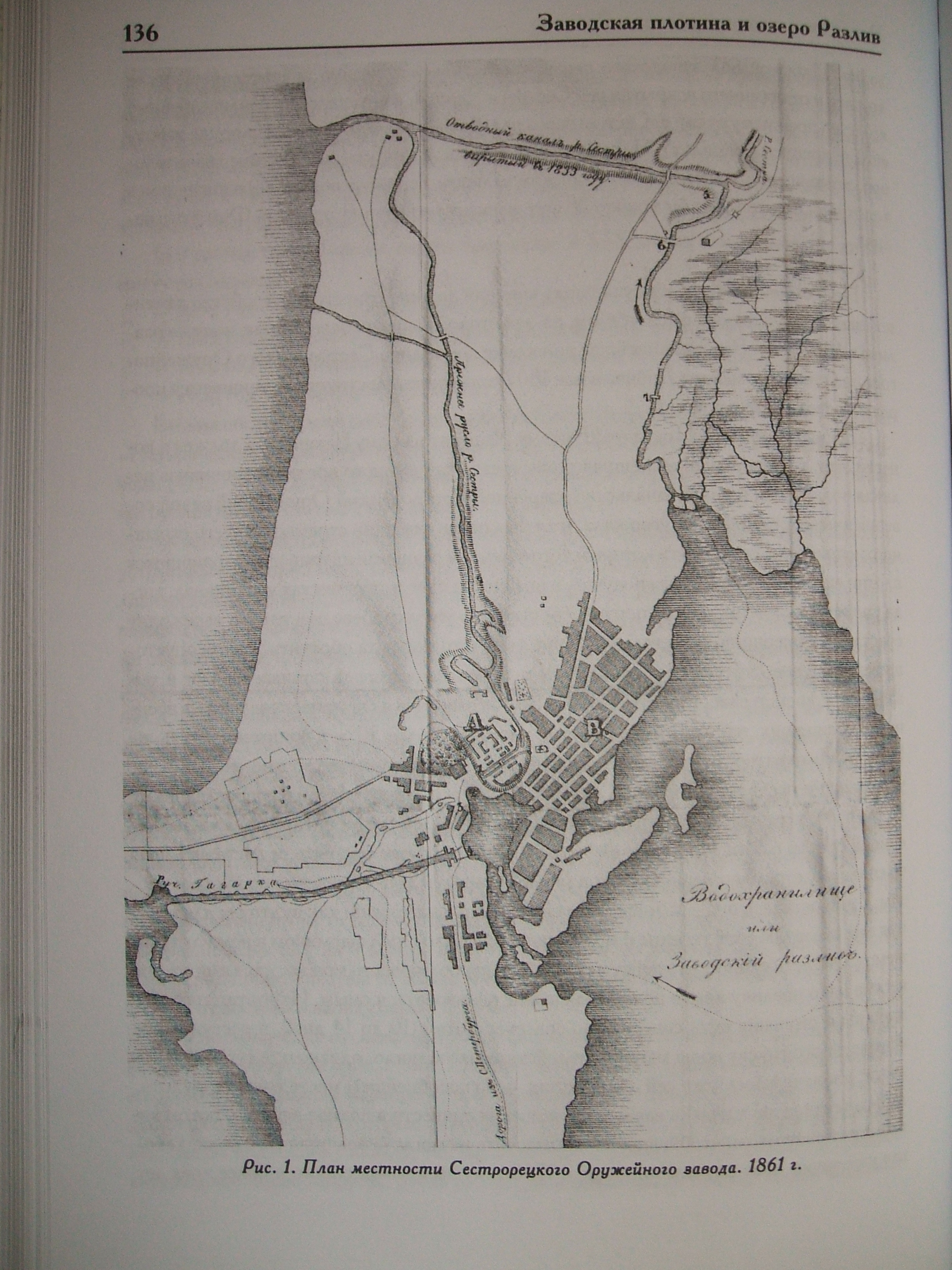
Ручей Гагарка в 1861 году
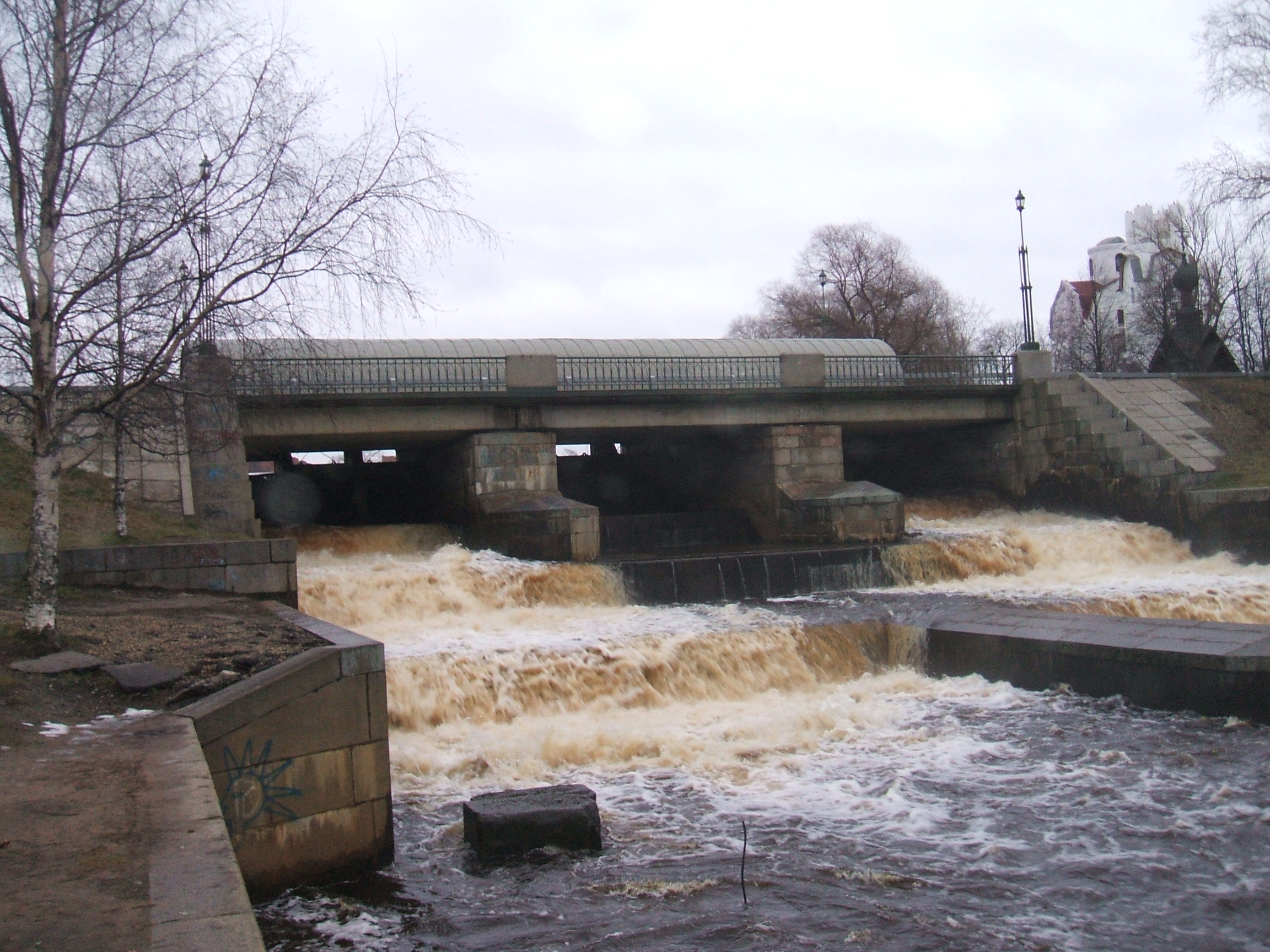
Исток Водосливного канала
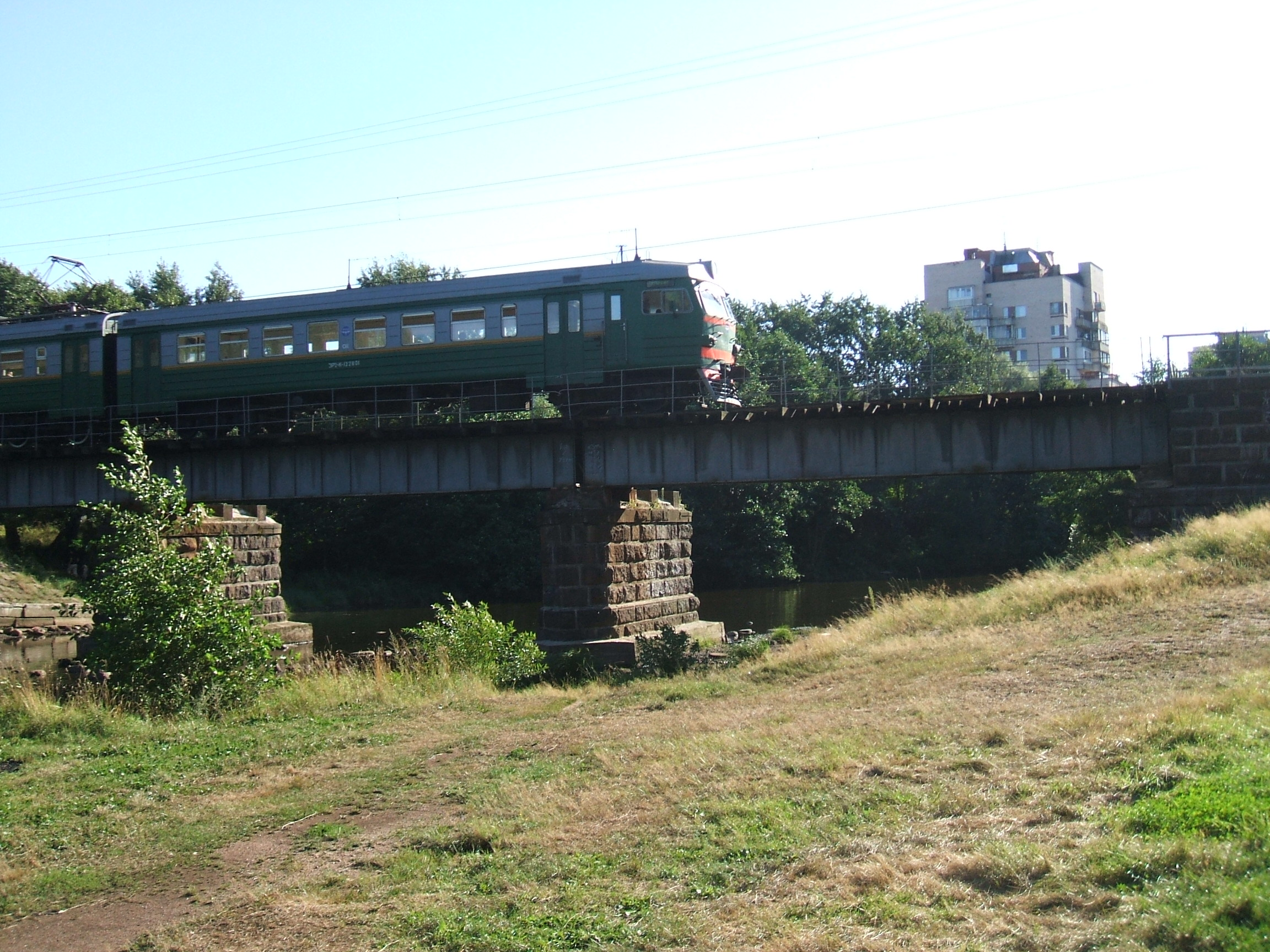
Ж.-д. мост через канал построен в 1895 году
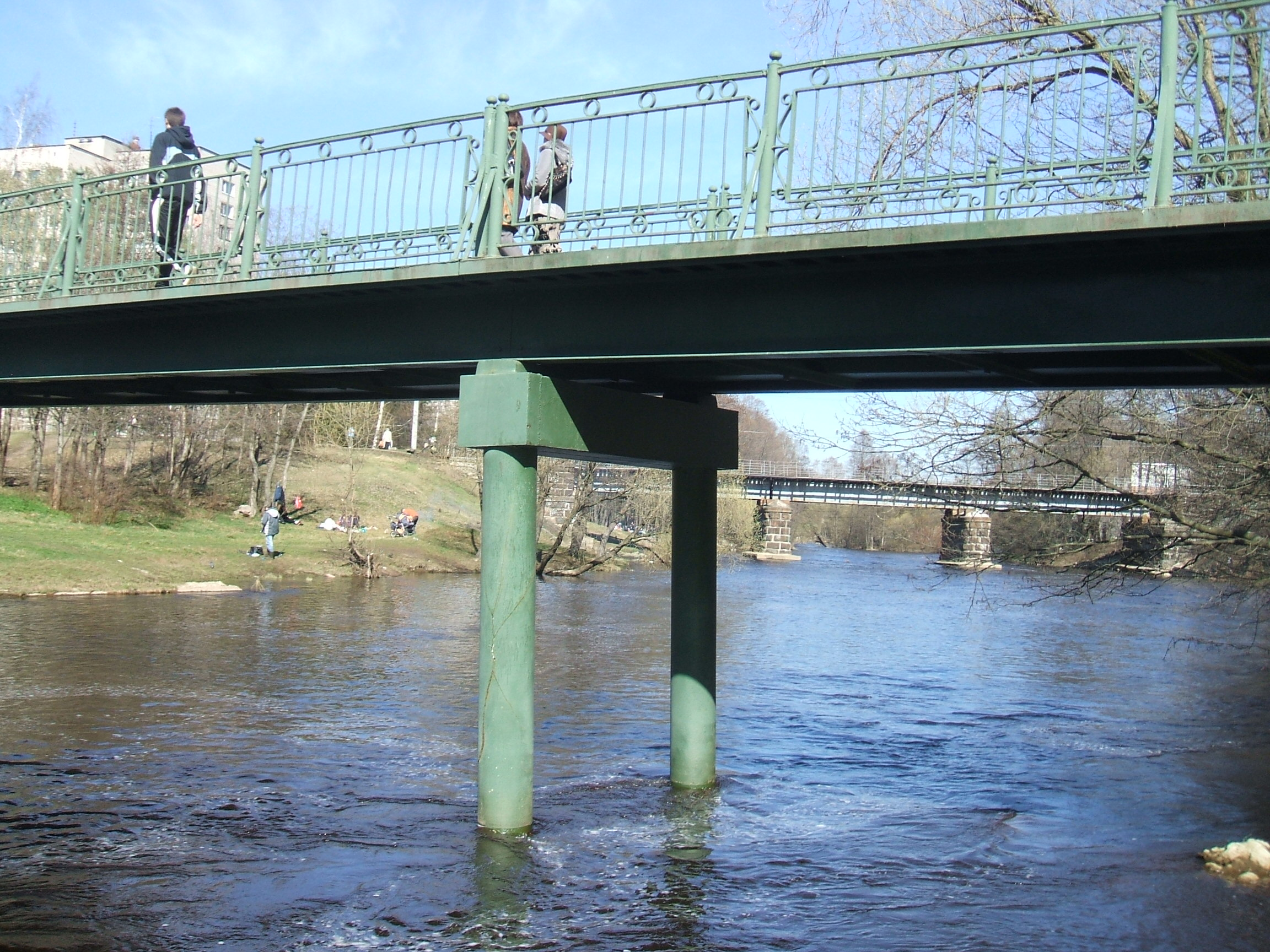
Михайловский пешеходный мост
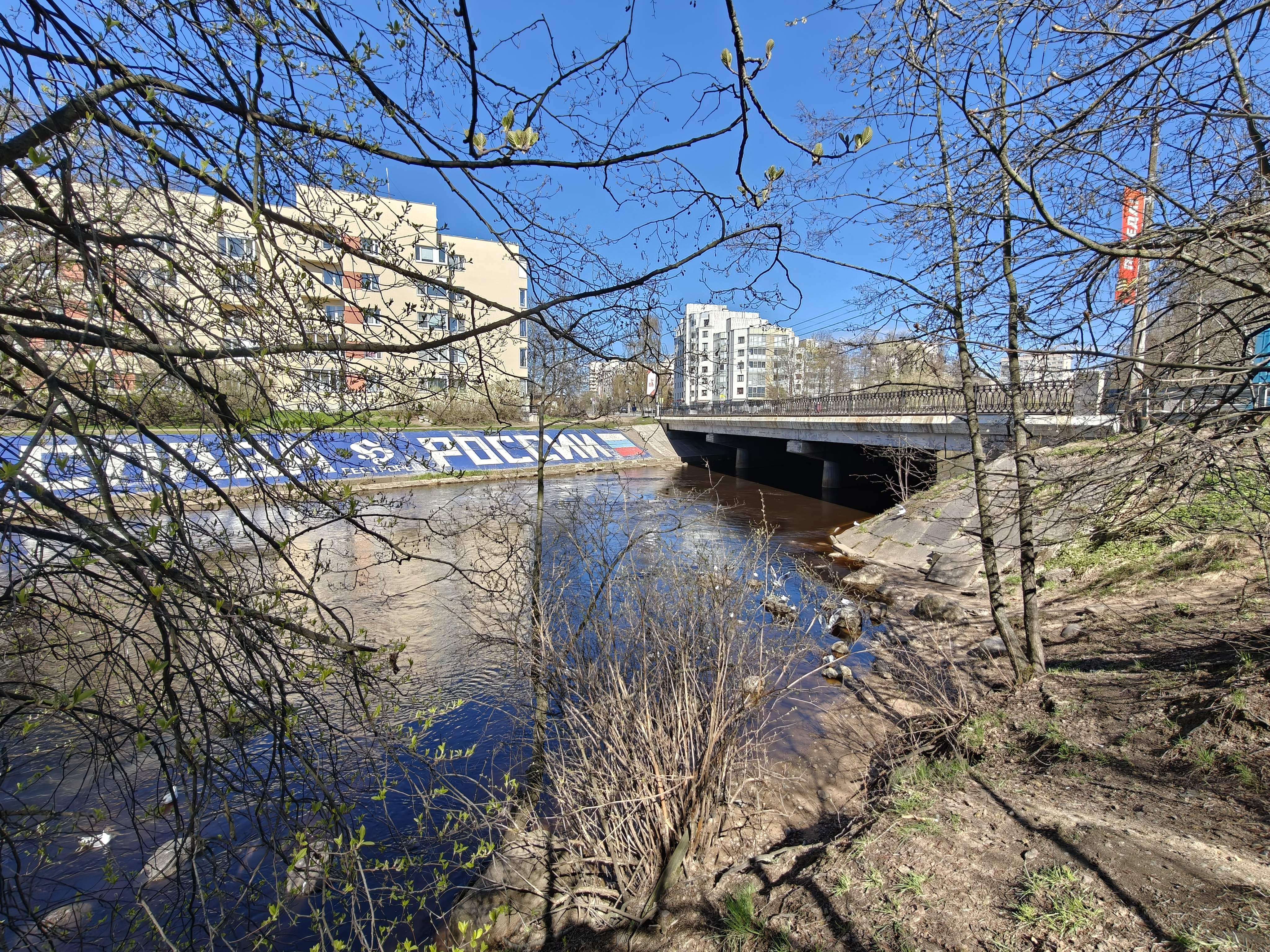
Литейный мост
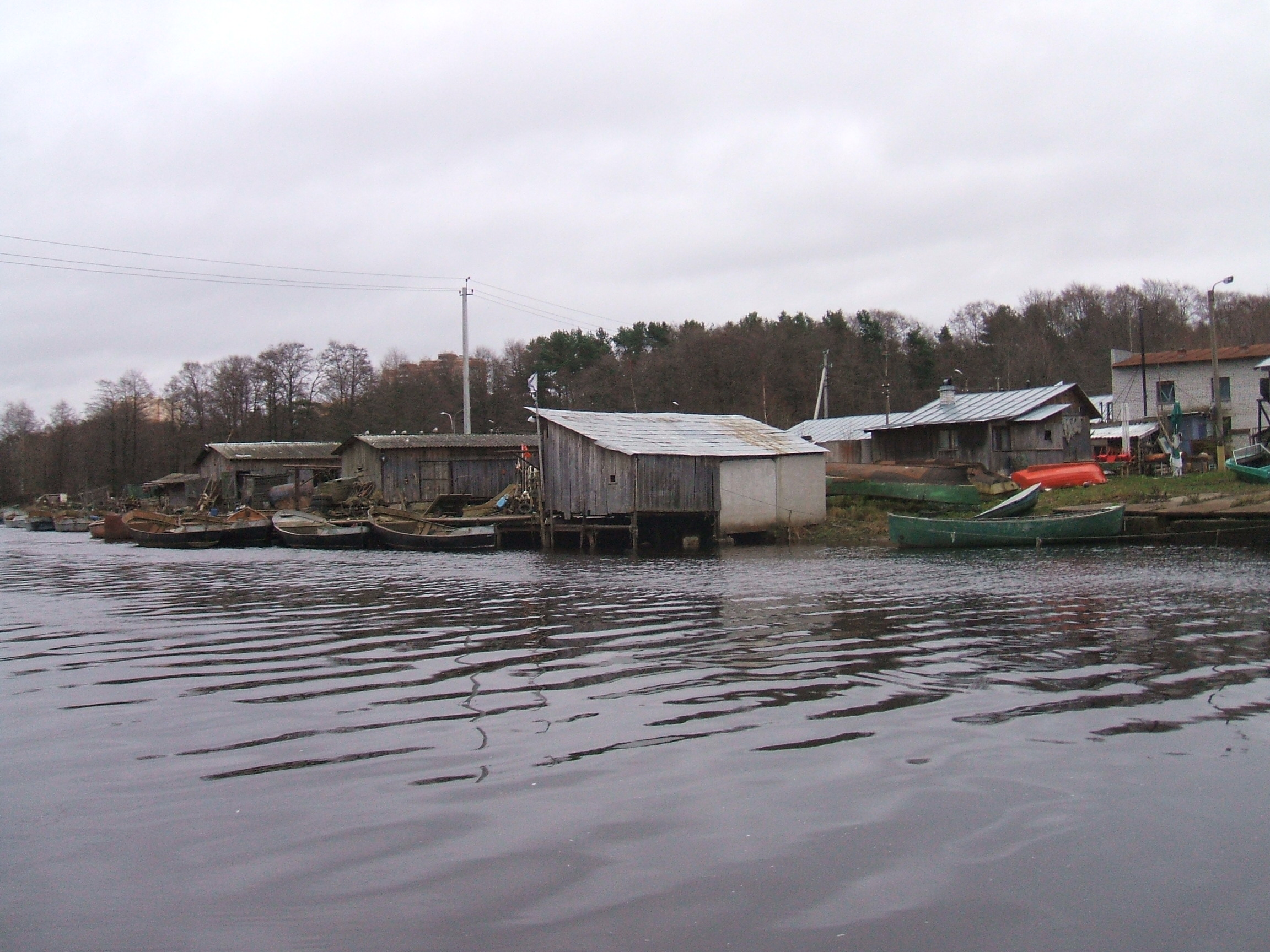
Рыболовецкая база на канале
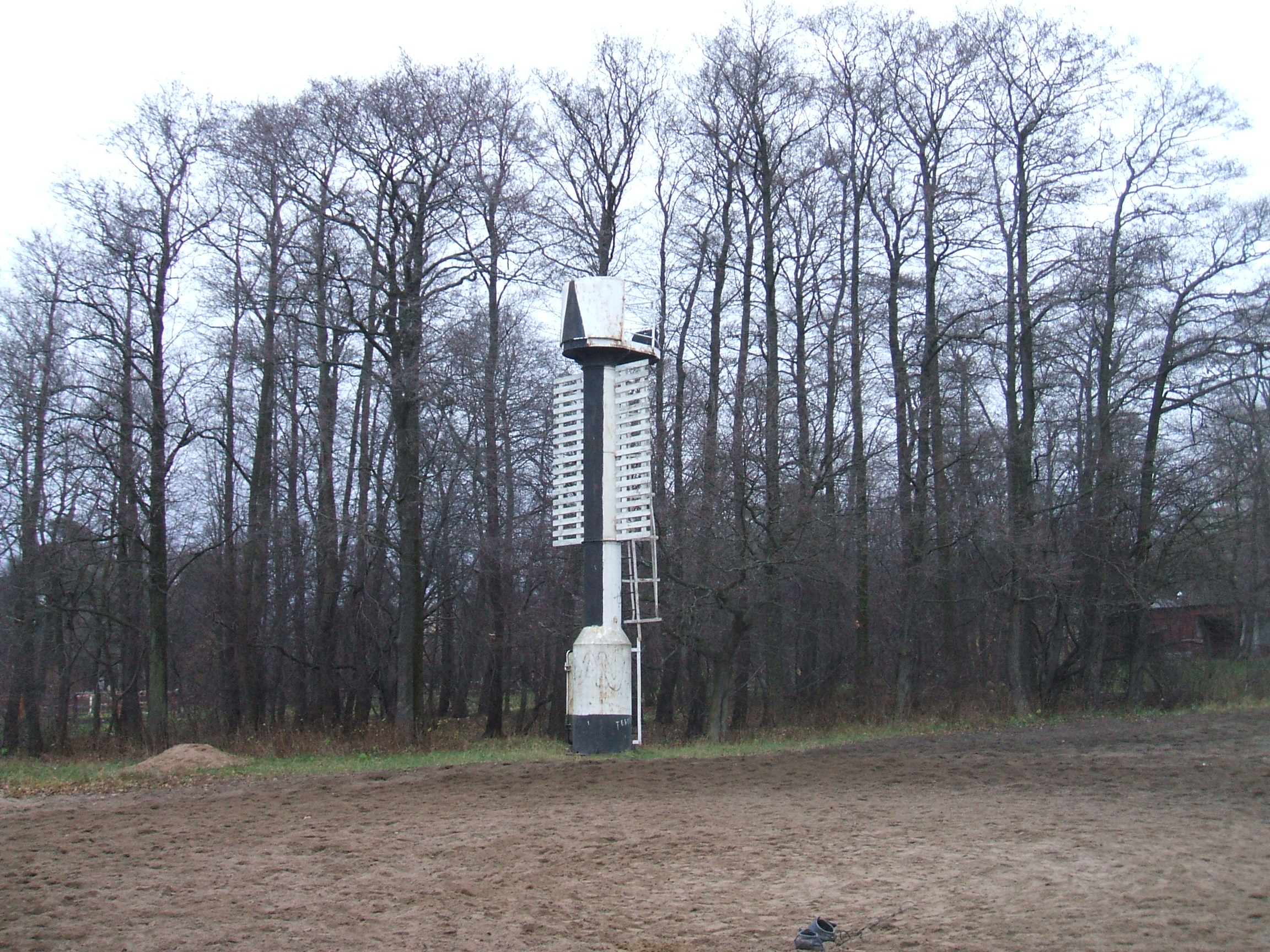
Маяк, указывающий фарватер в канал
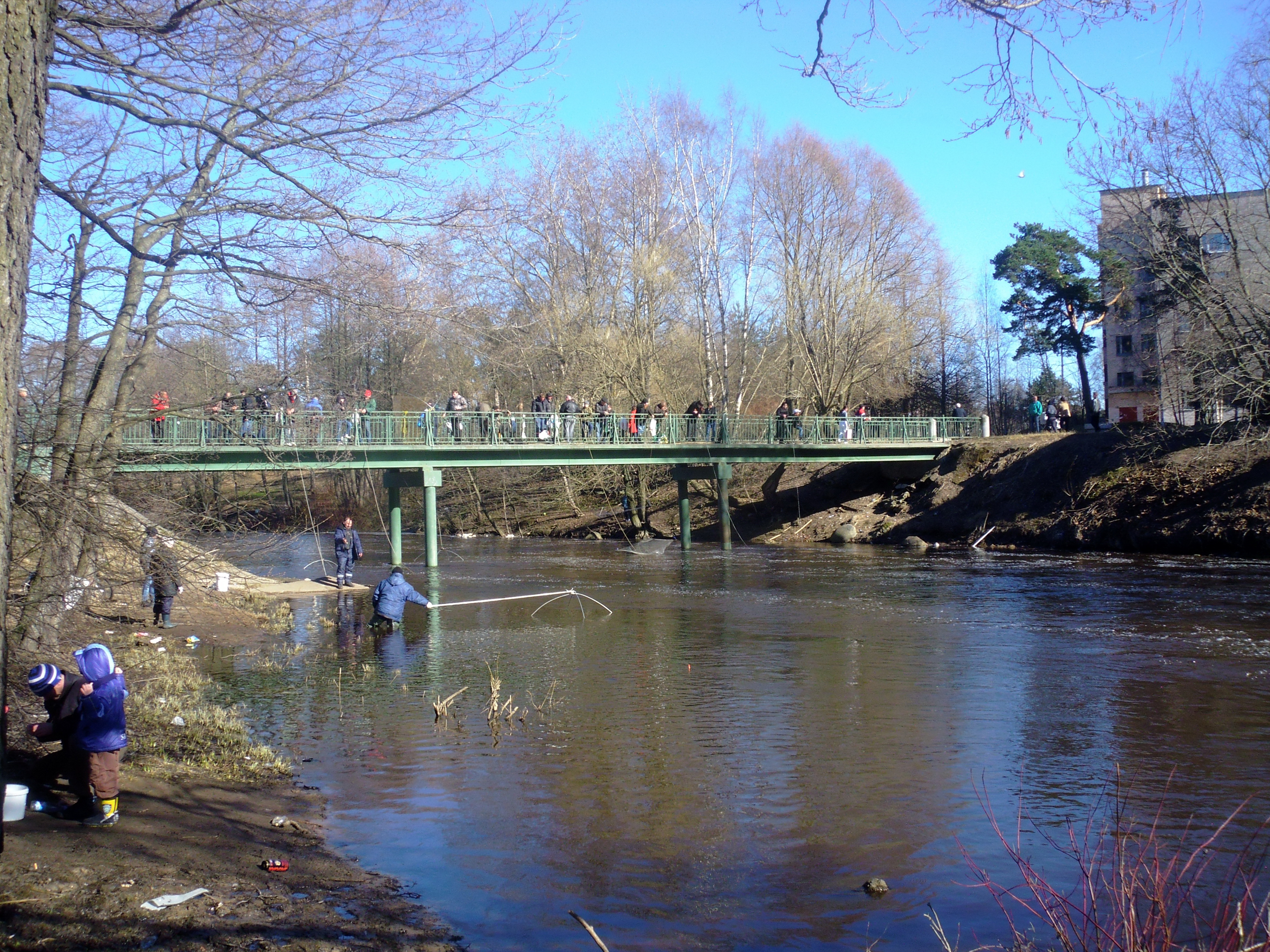
Весна. Лов корюшки